# Chiesa di Santa Marta (Napoli)
La chiesa di Santa Marta è una chiesa storica di Napoli sita lungo il decumano inferiore, all'incrocio di via San Sebastiano, di fronte al campanile del monastero di Santa Chiara.

## Storia
L'edificio venne fondato al principio del XV secolo su commissione di Margherita di Durazzo a seguito di un voto verso la santa, molto venerata in Provenza. Il progetto fu affidato, probabilmente, ad Andrea Ciccione. La chiesa fu gestita inizialmente dalla Confraternita dei Disciplinati di Santa Marta, cui aderirono tutti i viceré e i nobili, creando negli anni il cosiddetto Codice di Santa Marta (ora all'Archivio di Stato).
Nel XVII secolo la Confraternita dei Disciplinati decadde e passò a cinque mastri scelti dal popolo che istituirono una dote per fanciulle povere. Un primo intervento di restauro si ebbe nel 1646; dopo un anno fu semidistrutta da un incendio durante i tumulti di Masaniello e quindi soggetta a nuovi restauri, che furono eseguiti nel 1650 su volontà dell'allora vescovo Ascanio Filomarino e che videro il riempimento della chiesa di opere d'arte, la realizzazione della cupola e l'innalzamento del soffitto, collocato quest'ultimo in posizione più alta rispetto a quello precedente. In questa occasione la chiesa fu inoltre affidata alla Confraternita di Santa Marta; ancora ulteriori restauri si ebbero poi nel 1715.
Dopo lo scioglimento della confraternita, nel 1817, per volere di Ferdinando I delle Due Sicilie, la chiesa passò nelle mani dell'Arciconfratenita della Natività della Vergine e verso la metà dell'Ottocento furono effettuati ulteriori restauri che cancellarono le decorazioni barocche.
Nel 1943 il rogo dei registri angioini conservato nel monastero di Santa Chiara comportò la scomparsa di tutti i documenti contenenti le testimonianze storiche della chiesa, la cui ricostruzione avviene pertanto solo parzialmente.

## Descrizione
| 1. Ingresso con l'organo a canne sulla balconata sovrastante 2. San Nicola di Bari con un fanciullo coppiere, Francesco Guarini (attr.) 3. Crocifissione, Andrea dell'Asta 4. San Luca che ritrae la Madonna, ignoto autore 5. Nascita della Vergine, Salvatore Giusti 6. Santa Marta, Andrea e Nicola Vaccaro 7. Pulpito e ingresso alla sacrestia 8. Resurrezione di Lazzaro, Giovanni Bernardino Azzolino 9. Vergine con sant'Antonio da Padova, ignoto autore della scuola di Stanzione 10. Vergine con San Giuseppe e San Gennaro, Giovan Battista Lama | Pianta |

La facciata, che prospetta in via San Sebastiano, conserva l'antico portale quattrocentesco tardo gotico di ispirazione catalana con arco ribassato semi esagonale seicentesco che sostituì quello antico ad ogiva, distrutto durante un incendio; sopra il timpano si apre un finestrone sempre del XVII secolo. Sul lato di via Benedetto Croce di fronte al campanile di Santa Chiara si affacciano invece le antiche monofore tardogotiche in tufo che furono successivamente murate e che in origine davano luce alla navata. Il portone d'ingresso ligneo ornato con motivi floreali è infine anticipato da un cancello in ferro.

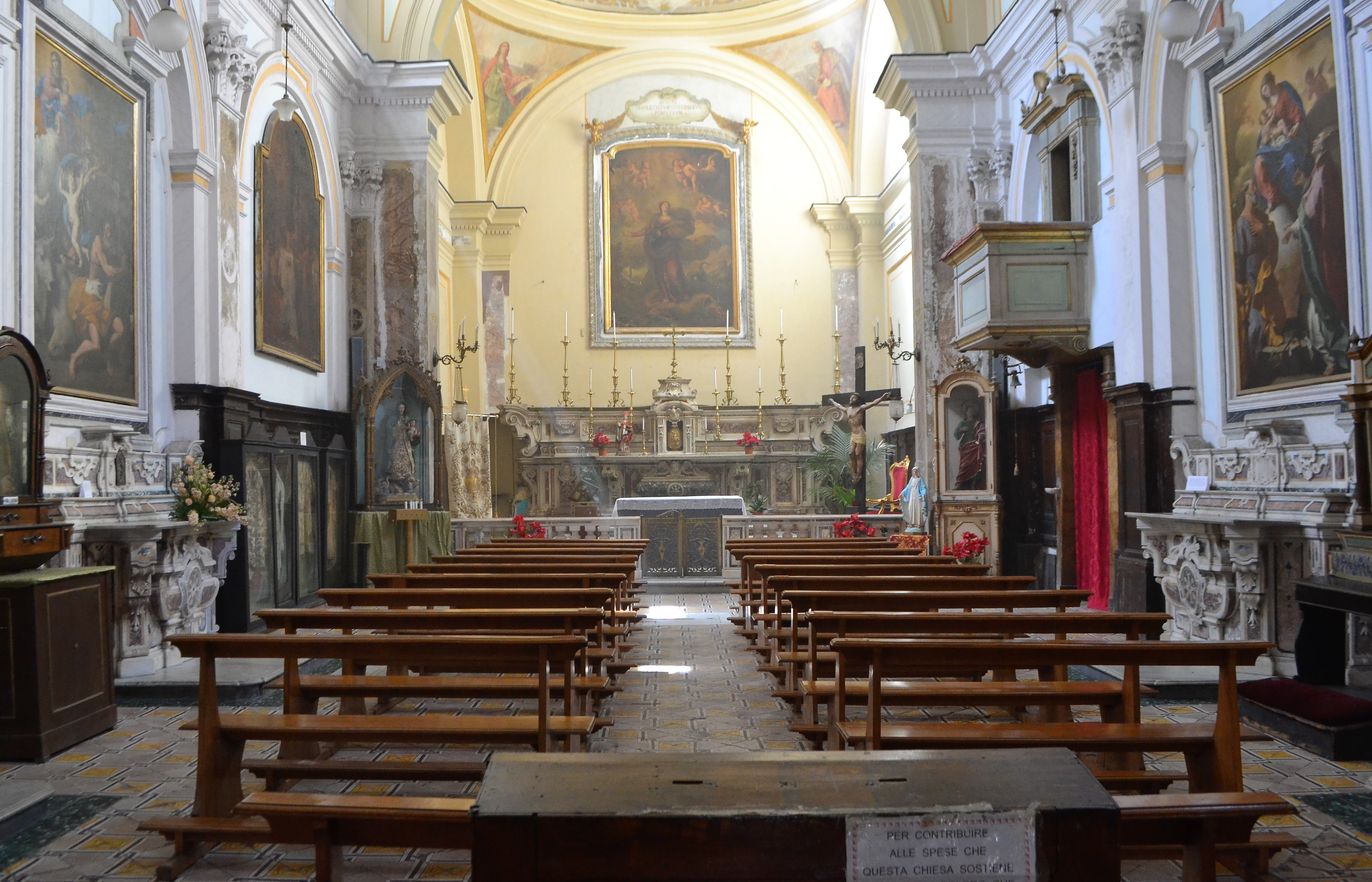
Interno

L'interno, a navata unica rettangolare con volta a botte e cupola all'altezza del presbiterio, quest'ultimo di forma quadrata. Le decorazioni della volta risalgono ai rifacimenti ottocenteschi e sono installate su un'architettura a linee essenziali e semplici di stile tardo gotico napoletano. Il pavimento maiolicato risale al Sei-Settecentesco mentre la cupola, rifatta durante i restauri del XVII secolo, vede un lucernario al centro e con decorazioni ottocentesche lungo gli spicchi, mentre nei peducci sono rimaste superstiti le figure di quattro evangelisti risalenti agli stessi lavori di restauro seicenteschi.
La navata vede ai lati sei altari in marmo del XVIII secolo identici tra loro con tele soprastanti ognuno di essi. Sulla parete destra sono rispettivamente nei tre altari, una tela di inizio Settecento di Giovan Battista Lama con la Vergine con San Giuseppe e San Gennaro, una di ignoto stanzionesco del Seicento che ritrae la Vergine con sant'Antonio da Padova e poi la Resurrezione di Lazzaro, datata 1651 e compiuta da Giovanni Bernardino Azzolino; lungo la parete sinistra, invece, la prima tela è un San Nicola di Bari con un fanciullo cocchiere di ignoto autore della scuola di Stanzione (riconducibile a Francesco Guarini) risalente alla metà del XVII secolo, la seconda è di Andrea D'Aste e ritrae la scena della Crocifissione databile ad inizio XVIII secolo, la terza tela infine è firmata 1651 ed è di ignoto autore, raffigurante San Luca che ritrae la Madonna.
Dopo gli altari laterali, nella parete sinistra è addossata una ottocentesca tela di Salvatore Giusti, riprendente la Nascita della Vergine, mentre di fronte, lungo la parete destra dell'aula, è il pulpito marmoreo sotto il quale si apre una porta che conduce alla sacrestia, dov'è un'acquasantiera marmorea databile al Seicento e che dalla quale si ha accesso al cortile interno del complesso religioso, da cui si snodano poi tutti gli altri ambienti conventuali.
Il presbiterio infine, vede nella parete frontale, sopra l'altare maggiore seicentesco, la tela di Santa Marta, iniziata da Andrea Vaccaro e completata dal figlio Nicola intorno al 1670.